# Songbook 2000–2013
Songbook 2000–2013 – czternasta autorska płyta Krzysztofa Herdzina, wydana w 2014 roku. Jest to pierwsza w jego twórczości płyta kompilacyjna.
Wydawnictwo zawiera utwory skomponowane przez Krzysztofa Herdzina w latach 2000–2013. Wśród wykonawców piosenek znajdują się m.in. Ryszard Rynkowski, Grzegorz Turnau, Mieczysław Szcześniak, Olga Bończyk, Maryla Rodowicz, Natalia Kukulska, Andrzej Lampert oraz Krzysztof Kiljański. 
Artysta w następujący sposób opisał płytę:

„Songbook 2000–2013” to selekcja moich ulubionych utworów, które wydają mi się mocno zróżnicowane i nie skupiają się w jednej stylistyce: można tu znaleźć kompozycje jazzowe, popowe, piosenkę aktorską, czy kabaretową. Od lat jestem ciekawy muzycznego świata i staram się poznawać nowe elementy tak pięknego i niezmierzonego wszechświata muzyki.

## Lista utworów
1. „Gdybyś kiedyś był dziewczyną” – Małgorzata Stępień / sł. Jacek Cygan
2. „Wiosna do kwadratu” – Jacek Cygan / sł. Jacek Cygan
3. „Zachwyt” – Ryszard Rynkowski / sł. Jacek Cygan
4. „Taki piękny dzień” – Jarosław Wist / sł. Janusz Onufrowicz
5. „Ej Joe!” – Magdalena Kumorek / sł. Roman Kołakowski
6. „Sannicki walczyk” – Agnieszka Wilczyńska / sł. Anna Kierkosz
7. „Szafirowa romanca” – Ewa Małas-Godlewska / sł. Konstanty Ildefons Gałczyński
8. „W końcu miała dość” – Olga Bończyk / sł. Jolanta Kamińska
9. „Rio” – Jan Bzdawka / sł. Jacek Cygan
10. „Jest obok nas taki świat” – Piotr Salata / sł. Tomasz Kordeusz
11. „Nie wymawiaj się” – Jacek Kotlarski / sł. Michał Zabłocki
12. „A ja tobie bajki opowiadam” – Grzegorz Turnau / sł. Konstanty Ildefons Gałczyński
13. „Czułość” – Małgorzata Stępień / sł. Jacek Cygan
14. „Piosenka o podrywie na misia” – Artur Andrus / sł. Artur Andrus
15. „Słowik czarodziej i nokturn” – Mieczysław Szcześniak / sł. Anna Kierkosz
16. „Bukiet fiołków” – Hanna Stach / sł. Piotr Bukartyk
17. „Radosna niepodległość” – Maryla Rodowicz, Natalia Kukulska, Andrzej Lampert, Krzysztof Kiljański / sł. Roman Kołakowski

## Twórcy
- Krzysztof Herdzin – fortepian, instr. klawiszowe
- Adam Palma, Marek Napiórkowski – gitara
- Mariusz „Fazi” Mielczarek – saksofon altowy
- Robert Kubiszyn, Piotr Żaczek – bas
- Cezary Konrad, Michał Dąbrówka – perkusja

i inni